# San Francisco Art Institute
O San Francisco Art Institute (SFAI) era uma faculdade particular de arte contemporânea em São Francisco, Califórnia. Fundado em 1871, o SFAI era uma das escolas de arte mais antigas dos Estados Unidos e a mais antiga a oeste do Rio Mississippi. Aproximadamente 220 alunos de graduação e 112 de pós-graduação estavam matriculados em 2021.[2] A instituição era credenciada pela Western Association of Schools and Colleges (WASC) e pela National Association of Schools of Art and Design (NASAD), e era membro da Association of Independent Colleges of Art and Design (AICAD). A escola fechou definitivamente em julho de 2022.

## História

### Século XIX
As raízes do San Francisco Art Institute remontam a 1871 com a formação da San Francisco Art Association — um grupo pequeno, mas influente, de artistas, escritores e líderes comunitários, mais notavelmente liderados por Virgil Macey Williams e o primeiro presidente Juan B. Wandesforde, com B.P. Avery, Edward Bosqui, Thomas Hill e S.W. Shaw, que se uniram para promover a arte e os artistas regionais e para estabelecer uma escola e um museu para promover e preservar o que eles viam como uma nova e distinta tradição artística que se desenvolveu no relativo isolamento cultural e na paisagem única do Oeste Americano.